# Alaska
L'Alaska (pron. /aˈlaska/; in inglese , /əˈlæskə/), italianizzata in Alasca (in aleutino Alax̂sxax̂; in inupiaq Alaaskaq; in alutiiq Alas'kaaq; in tlingit Anáaski; in russo Аляска?, Aljaska), sigla AK, è uno Stato federato degli Stati Uniti d'America. Situato nella estremità nordoccidentale del continente americano, è un'exclave degli Stati Uniti d'America: è separato infatti da qualsiasi altro Stato degli USA. Confina a est con il Canada ed è bagnato a nord dal Mar Glaciale Artico e a sud dall'oceano Pacifico; a ovest lo stretto di Bering lo separa dalla Čukotka, nella regione storica della Siberia, in Russia. 
Con 1717854 km² è lo Stato più grande degli Stati Uniti ma, visto il clima rigido, è scarsamente popolato: nel 2019 la popolazione dello Stato era di 731 545 abitanti; il dato lo rende il 47º Stato degli USA per popolazione. Circa la metà di questi abitanti vive nell'area metropolitana di Anchorage, centro principale dello Stato. L'economia dell'Alaska è dominata dalle riserve di petrolio, gas naturale e dall'industria della pesca, risorse di cui dispone in abbondanza. Anche il turismo occupa una parte significativa dell'economia.
Anche se era stato occupato per migliaia di anni dalle popolazioni indigene, dal XVIII secolo in poi le potenze europee considerarono il territorio dell'Alaska pronto per essere sfruttato. Gli Stati Uniti acquistarono l'Alaska dalla Russia il 30 marzo 1867 per 7,2 milioni di dollari (151 milioni di dollari al netto dell'inflazione nel 2022), a circa due centesimi per acro (4,74 $/km²). L'area ha attraversato diversi cambiamenti amministrativi prima di essere considerata come un territorio organizzato l'11 maggio 1912. È stato ammesso come 49º Stato degli Stati Uniti d'America il 3 gennaio 1959.

## Storia
I primi abitanti dell'Alaska furono quei popoli che durante le ere glaciali raggiunsero l'America attraverso lo stretto di Bering, reso percorribile grazie all'aumento delle acque ghiacciate. Furono tra questi i progenitori delle varie tribù amerindie dello Stato, ma è da ricordare che il passaggio fu sfruttato da tutti i progenitori delle civiltà precolombiane. Successivamente altre popolazioni, come gli Inuit e gli Aleutini, raggiunsero l'Alaska dal continente asiatico, probabilmente via mare. Fino all'Ottocento alcune comunità aleutine e inuit vivevano nell'Estremo Oriente russo, e ancora oggi i discendenti degli Aleutini e degli Inuit vivono nel Nord della Kamčatka.
In realtà dunque l'America non fu mai completamente isolata dall'Asia, e veniva continuamente raggiunta dalle popolazioni nomadi dell'Estremo Oriente asiatico. Il primo europeo a raggiungere l'Alaska fu il danese Vitus Bering, che esplorò via mare, per conto dell'Impero russo, la zona sino al monte Saint Elias (1747).
Verso la fine del Settecento, cercando il passaggio a nord-ovest, partì dal Messico anche l'esploratore italiano, al servizio della corona spagnola, Alessandro Malaspina, senza però riuscire nell'impresa. Questa spedizione produsse una notevole mole di dati geografici, etnografici, botanici, naturalistici, geologici, e antropologici; testi che in parte attendono di essere pubblicati.

### America russa

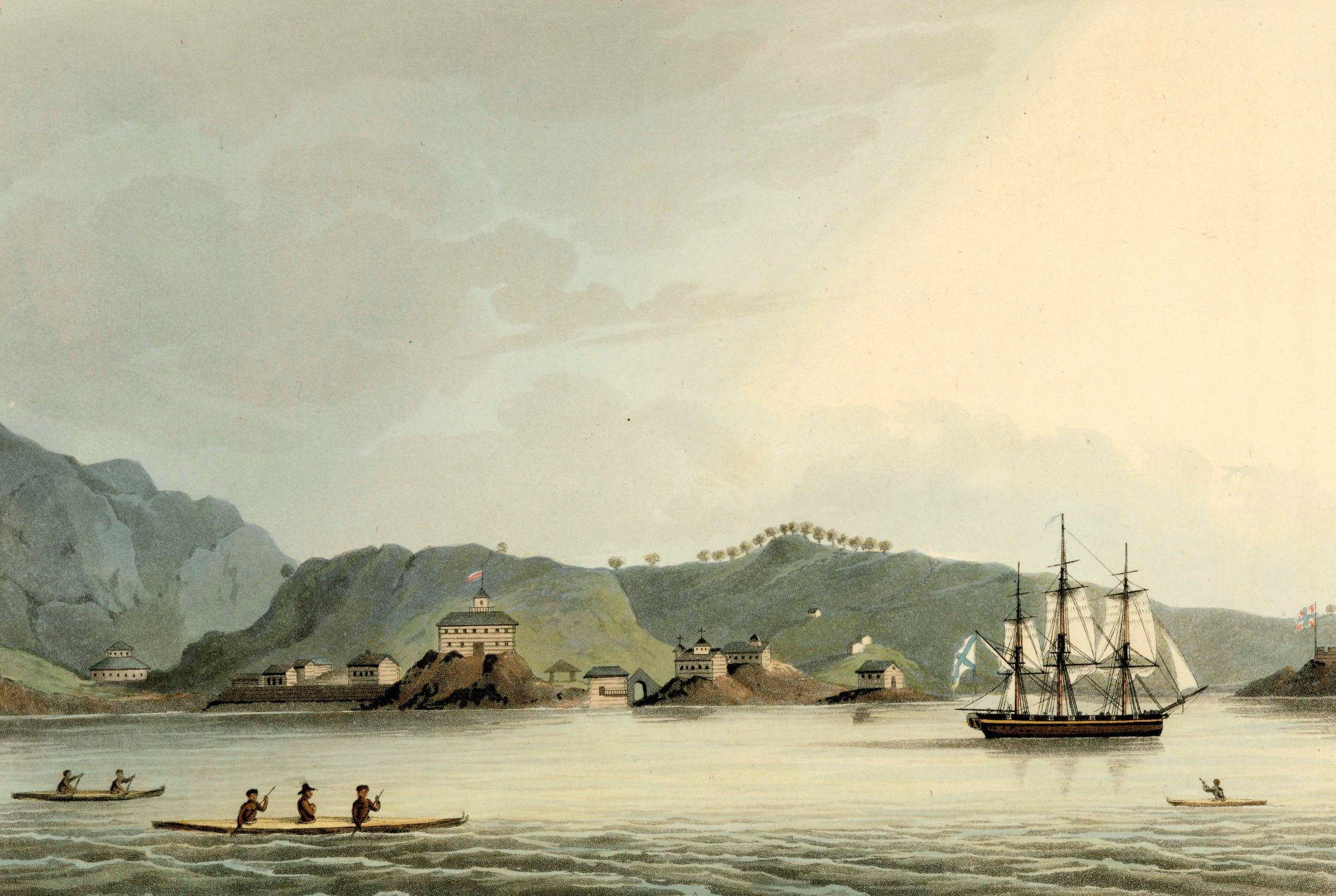
L'insediamento russo di St. Paul's Harbour (l'odierna città di Kodiak), 1814

In seguito il territorio fu annesso all'Impero russo, che tuttavia lo colonizzò solo marginalmente (l'attività principale allora era la caccia alle lontre, alle foche e ad altri animali da pelliccia). Di fatto la regione divenne zona di commercio delle pellicce per le compagnie commerciali russe "Selikov" e "Golicov" che ebbero come base Kodiak dal 1784. Nel 1799 fu fondata la Compagnia russo-americana, autorizzata dallo zar Paolo I a commerciare fino al 52º parallelo nord. La regione rimase emarginata dalla vita politica ed economica dell'Impero russo: la maggior parte dei pochi russi che si trasferivano in Alaska preferiva tornare in Russia dopo essersi arricchiti.
La colonizzazione russa dell'Alaska si scontrò con altri due colonialismi: quello britannico e soprattutto quello spagnolo. Inoltre i russi cercarono di estendere il loro dominio anche più a sud, con il tentativo di installare una colonia in California durante gli anni dieci del XIX secolo: il progetto non ebbe esito positivo e innervosì notevolmente le cancellerie spagnole.
Il commercio con i nativi americani non era sempre pacifico, anzi molto spesso era basato sui ricatti degli europei nei confronti dei nativi, che rispondevano attaccando alcune piccole concessioni russe, con uno stato di guerra latente che si protraeva anche dopo la fine degli scontri. I nativi furono però definitivamente sconfitti verso la fine degli anni quaranta del XIX secolo. Agì come pacificatore dei conflitti l'attività dei missionari ortodossi, che riuscirono sia a convertire molti nativi, sia a convincere il governo locale russo a limitare le attività di saccheggio, ruberia e repressione armata nei confronti degli indigeni.

### Acquisto dell'Alaska

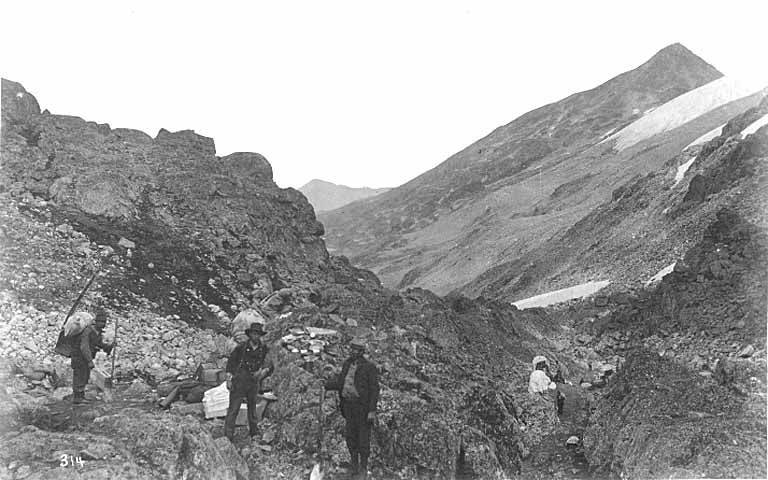
Minatori con rifornimenti su un sentiero di montagna, nei pressi di Porcupine nel 1907

Nel 1867 gli Stati Uniti acquistarono l'Alaska dalla Russia per 7200000 $, (poco più di 4 $/km²). L'acquisto, passato alla storia con il nome di Alaska Purchase, fu gestito dal segretario di Stato William H. Seward e venne ratificato dal Senato degli Stati Uniti il 9 aprile 1867. Il passaggio di sovranità avvenne il 18 ottobre dello stesso anno. Il fatto non entusiasmò molto l'opinione pubblica statunitense di allora, che considerava l'Alaska un territorio inospitale e del tutto inutile (venne soprannominata "Capriccio di Seward" e "Ghiacciaia di Seward"). Ogni anno l'ultimo lunedì di marzo si ricorda l'avvenimento con il Seward's Day e il 18 ottobre con l'Alaska Day.
Nel 1884 divenne un distretto dell'Oregon. Nel 1898 in Alaska venne scoperto l'oro: questo fatto provocò una vera e propria invasione di cercatori d'oro, tra cui anche lo scrittore Jack London, e di conseguenza anche la colonizzazione del territorio. Altro oro venne scoperto nel vicino Klondike, territorio canadese, e l'Alaska fu utilizzata come base di partenza per i cercatori; questo favorì la crescita delle prime città e delle prime strade nell'entroterra della regione sud-orientale, come collegamento verso lo Yukon.
Divenuto territorio organizzato nel 1912, il 7 luglio 1958 il presidente Eisenhower firmò l'Alaska Statehood Act che rese l'Alaska uno Stato degli USA a tutti gli effetti, entrando nell'Unione come il 49º Stato il 3 gennaio 1959.
Nel 1968 fu scoperto il più grande giacimento di petrolio e di gas naturale di tutto il Nordamerica, sfruttato pienamente a partire dal 1977, quando un oleodotto lungo circa 1300 km collegò i giacimenti al porto di Valdez.
Nel 1976 fu creato l'Alaska Permanent Fund, un fondo che investe una porzione delle entrate minerarie dello Stato, incluse le entrate del Trans-Alaskan Pipeline System, a beneficio di tutte le generazioni di Alaskani. Al giugno 2003, il valore del fondo ammontava a 24 miliardi di dollari.
Si è proposto più volte di realizzare un ponte o un tunnel attraverso lo stretto di Bering (85 km), ma sia per ragioni economiche sia per ragioni strategico-militari questa idea non è mai stata portata avanti.

### Simboli
- Motto: North to the future
- Soprannomi: L'ultima frontiera o Terra del sole di mezzanotte
- Uccello dello Stato: pernice bianca, adottata dalla Legislatura Territoriale nel 1955
- Pesce dello Stato: salmone reale, adottato nel 1962
- Fiore dello Stato: nontiscordardimé nativo, adottato dalla Legislatura Territoriale nel 1917
- Fossile dello Stato: mammuth lanoso, adottato nel 1986
- Gemma dello Stato: giada, adottata nel 1968
- Insetto dello Stato: libellula schiumaiola, adottata nel 1995
- Mammifero dello Stato: alce, adottato nel 1998
- Minerale dello Stato: oro, adottato nel 1968
- Canzone dello Stato: Alaska's Flag
- Sport dello Stato: dog mushing (gare di slitte trainate da cani), adottato nel 1972
- Albero dello Stato: abete rosso di Sitka, adottato nel 1962.

## Geografia

### Geografia fisica

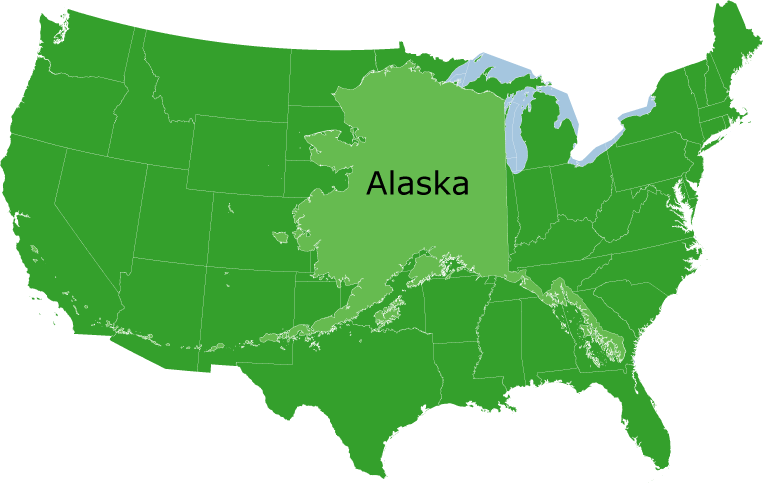
Dimensioni dell'Alaska confrontate con il resto degli Stati Uniti

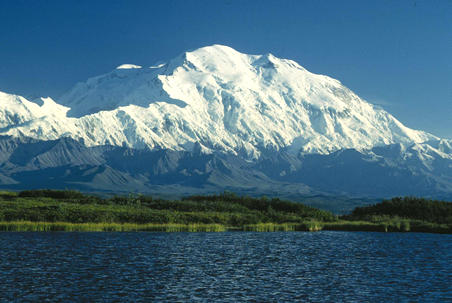
Il Monte McKinley

L'Alaska è, con le Hawaii, uno dei due Stati che non si trovano tra i quarantotto Stati contigui degli Stati Uniti d'America. Inoltre l'Alaska è lo Stato più esteso degli Stati Uniti (oltre 1717000 km²).

#### Regioni dell'Alaska
La geografia dello Stato può essere schematizzata attraverso una suddivisione in regioni:
- L'Alaska centro-meridionale è la regione costiera meridionale con villaggi, città e impianti industriali petroliferi;
- La penisola di Alaska ospita piccoli insediamenti, acque interne, monti, ghiacciai e grandi foreste;
- L'interno è più pianeggiante e percorso da grandi fiumi, come lo Yukon e il Kuskokwim; vi si trovano grandi estensioni di tundra artica;
- La costa settentrionale è la parte più remota, inospitale e spopolata dello Stato.

#### Ghiacciai

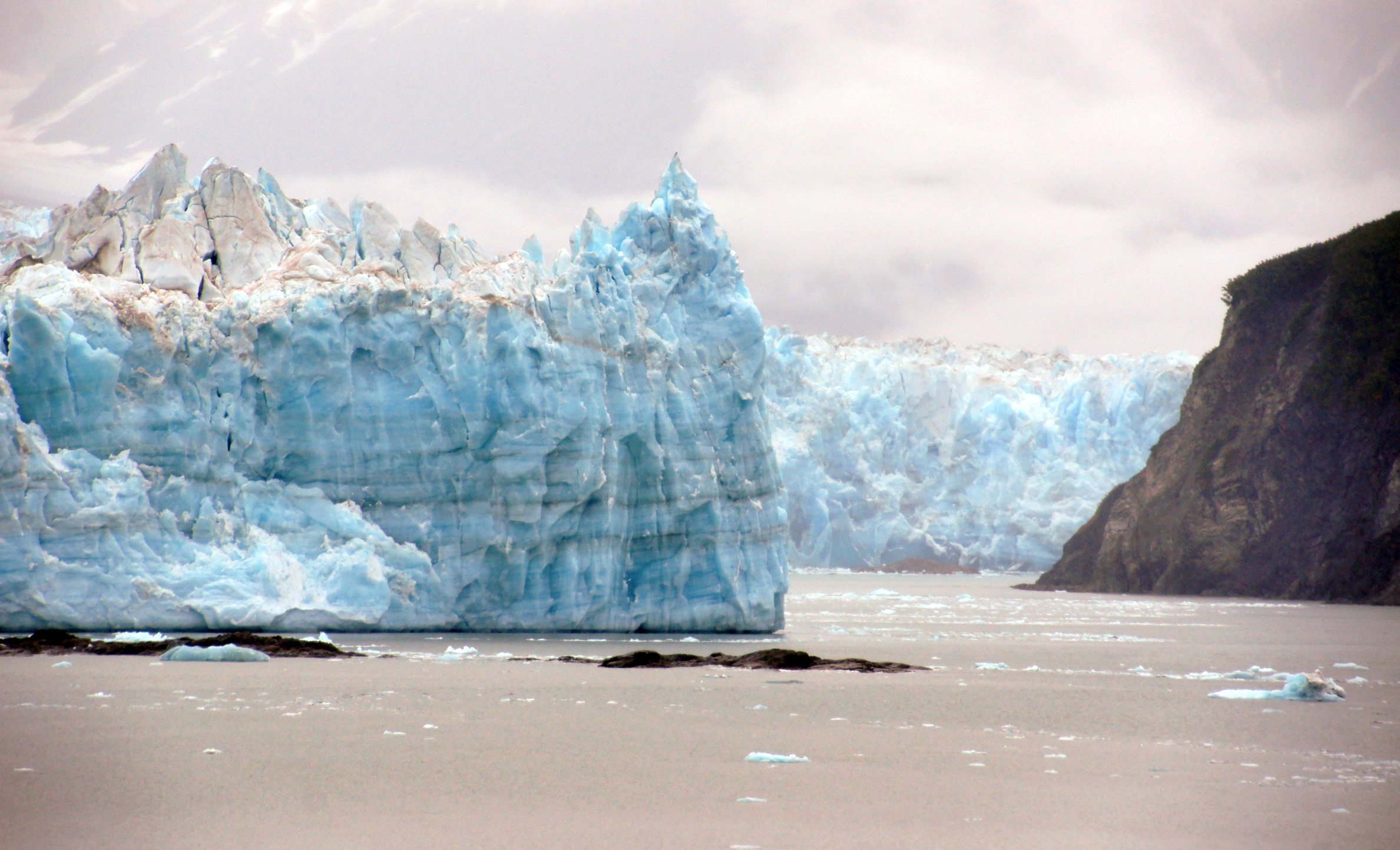
Ghiacciaio Hubbard

In Alaska si trovano numerosi ghiacciai, di seguito i maggiori in elenco alfabetico ghiacciaio Baker, ghiacciaio Barry, ghiacciaio Billings, ghiacciaio Burns, ghiacciaio Cap, ghiacciaio Cascade, ghiacciaio Cataract, ghiacciaio Coxe, ghiacciaio Exit, ghiacciaio Explorer, ghiacciaio Margerie, ghiacciaio Godwin, ghiacciaio Gulkana, ghiacciaio Harriman, ghiacciaio Holgate, ghiacciaio Hubbard, ghiacciaio Knik, ghiacciaio Learnard, ghiacciaio Matanuska, ghiacciaio Mendenhall, ghiacciaio Nelchina, ghiacciaio Nenana, ghiacciaio Northwestern, ghiacciaio dell'Orso, ghiacciai Penniman, ghiacciaio Pigot, ghiacciaio Portage, ghiacciaio Rainy, ghiacciaio Serpentine, ghiacciaio Spencer, ghiacciaio Stairway, ghiacciaio Surprise, ghiacciaio Taku, ghiacciaio Tazlina, ghiacciaio Tebenkof, ghiacciaio Trail (Alaska), ghiacciaio Vassar, ghiacciaio Worthington.

#### Isole
Grazie anche alle numerose isole, le coste dell'Alaska superano i 54700 km di lunghezza. La serie di isole che si estende a ovest della punta sudoccidentale dell'Alaska è nota come l'arcipelago delle Aleutine. Molte di queste isole ospitano vulcani attivi: per esempio, il monte Shishaldin (3042 m) sull'isola di Unimak. La serie di vulcani raggiunge Mount Spurr, a ovest di Anchorage, sulla terraferma.

#### Montagne
In Alaska si trova il monte McKinley, la montagna più alta di tutto il Nordamerica, 6 201 metri s.l.m.

### Idrografia
Numerosi sono i fiumi e i laghi, tra questi ce ne sono più di tre milioni con una superficie di almeno 8 ettari. Gran parte del territorio dell'Alaska è gestito dal governo federale come foresta nazionale, parco nazionale, e rifugio naturale nazionale. Vi sono luoghi in Alaska che sono comune terreno pubblico demaniale (terreno del BLM) ma che sono probabilmente più spettacolari di molti parchi nazionali negli altri Stati. Molti dei parchi statali dell'Alaska sarebbero parchi nazionali se fossero in altri Stati.
In gran parte dell'Alaska i servizi sono gestiti dalle cosiddette ANCSA corporations; le tredici più importanti operano a livello regionale, mentre ne esistono dozzine di locali.

### Clima
L'Alaska ha un clima freddo che però si può suddividere in quattro aree:
- la costa sud, in particolare Juneau (unica città in cui le massime medie di gennaio sono superiori a 0 °C, media: −8 °C/1 °C) che gode delle condizioni più miti dello Stato (già Anchorage, sempre sulla costa sud, che è situata circa al 60º parallelo ha una media di gennaio di −3 °C/−13 °C; le medie di luglio sono sui 15 °C) ma che è anche l'area più nevosa per l'oceano che fa accumulare umidità: gli accumuli medi raggiungono e spesso superano di gran lunga il Québec e Hokkaidō (in cui cadono rispettivamente tra i 3, i 5 e i 7 metri) e in alcune parti arrivano a una media di 8 metri con copertura che va da 1–2 mesi di Juneau e la sua area e i 4–5 mesi dell'interno di Anchorage;
- l'interno, che ha il clima che ci si aspetta dall'Alaska (Fairbanks ha una media di gennaio di −19 °C/−28,5 °C e di luglio di 12 °C/22 °C; tuttavia sono dati presi dal centro, dove vi è l'isola di calore urbana: altre località spesso sono più fredde e le medie di gennaio arrivano a −34 °C, più o meno quanto i più freddi luoghi dello Yukon, vicini a Old Crow) in cui le medie mensili sono sotto zero 8 mesi all'anno e si registrano le temperature più basse (−62,1 °C a Prospect Creek[9], ma notizie non ufficiali riportano dati più bassi) e più alte (38 °C a Fort Yukon, che d'inverno scende spesso sotto i −40 °C); la copertura nevosa dura da 6 a 7–8 mesi e i fiumi sono liberi dai ghiacci solo 4 mesi;
- la costa occidentale, che ha inverni freddi (stretto di Bering gelato) ed estati fresche;
- la costa artica, in cui le medie di gennaio sono −23 °C e i −30 °C e di luglio tra i 4 °C e i 6 °C (Barrow, la punta nord, ha a febbraio −21 °C/−31 °C, a luglio 1 °C/5 °C): le precipitazioni sono scarsissime, sui 200-250 mm l'anno, la maggior parte in estate, il mare è gelato da ottobre a giugno con temperatura massima di 1 °C, la copertura nevosa rimane da settembre a inizio giugno, ma i residui si vedono tutto l'anno.

In Alaska sono state registrate temperature da record come il già citato primato di Prospect Creek, Fairbanks −62 °C, Chandalar −59 °C, Fort Yukon −58 °C e Barrow −53 °C.

#### Effetti del cambiamento climatico
L'Alaska è una delle regioni del mondo in cui il riscaldamento globale è più evidente. Secondo i rapporti di Berkeley Earth, la temperatura media in Alaska è aumentata di circa 2 °C tra il 1970 e il 2005. A causa della crisi climatica, gli incendi boschivi nelle aree forestali boreali hanno raggiunto livelli di scala e frequenza in Alaska che non sono stati raggiunti per almeno 10 000 anni. Nel 2019 l'Alaska è stata colpita, al pari di Siberia e Groenlandia, da vasti incendi boschivi, causati da un riscaldamento anomalo delle zone artiche.

## Origini del nome
Il toponimo Alaska è derivato dalla parola alaxsxaq che ha come significato «grande paese» o «terraferma» nella lingua degli Aleutini o Unangan (come essi si chiamavano nella propria lingua).
Il soprannome dell'Alaska è The Last Frontier (usato anche nelle targhe automobilistiche), e il mammifero scelto come simbolo dello Stato è l'alce.

## Società

### Evoluzione demografica
Secondo il censimento del 2020la popolazione dell'Alaska è così divisa etnicamente:
- Bianchi: 59,4%
- Nativi americani o dell'Alaska: 15,2%
- Meticci: 12,2%
- Asioamericani: 6,0%
- Afroamericani: 3,0%
- Altre etnie: 2,5%
- Nativi delle Hawaii e delle isole del Pacifico: 1,7%

### Lingue
Dal 2014 lo Stato ha ventuno lingue ufficiali. Sono l'inglese e venti lingue indigene: l'inupiaq, lo yupik siberiano centrale, lo yupik dell'Alaska centrale, l'alutiiq, l'unangan, il dena’ina, il deg hit’an, l'holikachuk, il koyukon, il kolchan, il gwich’in, il tanana, il alto tanana, il tanacross, l'hän, l'ahtna, l'eyak, il tlingit, l'haida, il tsimshian. La lingua più parlata è l'inglese, dall'89,7% della popolazione. Il 5,2% è ripartito tra le lingue indigene ancora vive; segue lo spagnolo con il 2,9%.

### Religione

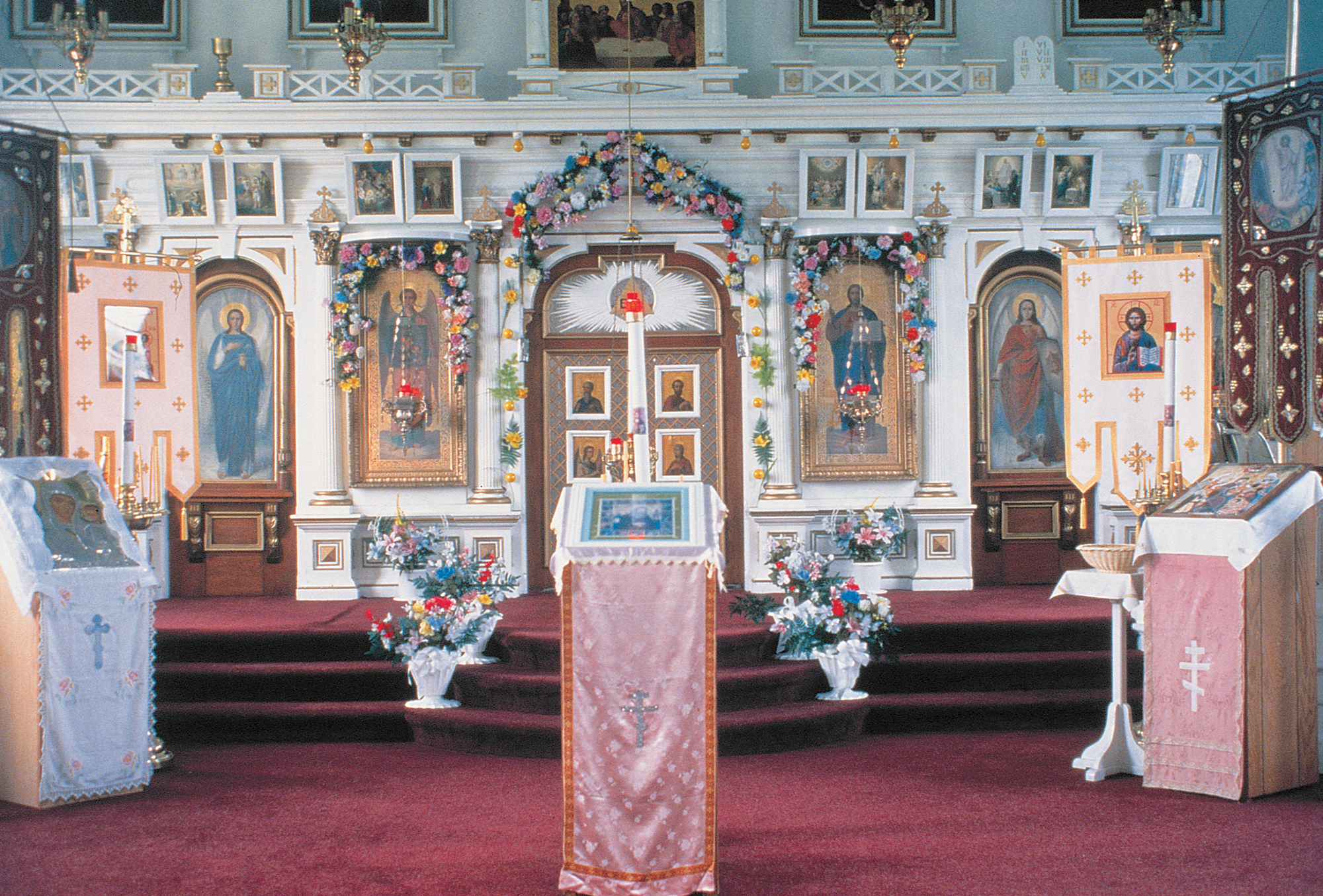
L'interno di una chiesa ortodossa in Alaska

L'Alaska, così come gli Stati del Nord Pacifico, è tra i meno religiosi degli Stati Uniti. Secondo i dati raccolti dal Pew Research Center, le confessioni religiose sono così suddivise:
- Cristiani: 62%
  - Protestanti: 35%
  - Cattolici: 16%
  - Mormoni: 5%
  - Ortodossi: 5%
- Altre religioni: 6%
- Non affiliati: 31%

La percentuale di ortodossi è dovuta alla colonizzazione russa e all'opera missionaria condotta tra gli indigeni aleutini.

### Città e cittadine importanti
La città più popolosa dell'Alaska è Anchorage, con una popolazione di 399 148 abitanti (censimento 2018 Anchorage Municipality, Alaska American FactFinder).
La lista delle città più estese (superficie del territorio municipale) degli Stati Uniti vede tre città dell'Alaska ai primi tre posti: nell'ordine Sitka, Juneau e Anchorage (Jacksonville in Florida occupa il quarto posto in questa lista).

#### Città con più di10 000abitanti
- Anchorage (399 148 nel 2018)
- Fairbanks (31 577 nel 2010)
- Juneau (30 737 nel 2006)
- College (12 964 nel 2010)

#### Città con meno di10 000abitanti
- Sitka già Novo-Archangel'sk (Hово-Архангельск cioè "Nuova Arcangelo") (8 881 nel 2010)
- Ketchikan (8 050 nel 2010)
- Wasilla (7 831 nel 2010)
- Kenai (7 686 nel 2007)
- Bethel (6 356 nel 2006)
- Kodiak (6 130 nel 2010)
- Palmer (5 937 nel 2010)
- Homer (5 524 nel 2006)
- Unalaska (4 347 nel 2005)
- Utqiaġvik già Barrow (4 335 nel 2016)
- Valdez (3 976 nel 2010)
- Soldotna (3 759 nel 2000)
- Nome (3 598 nel 2010)
- Kotzebue (3 201 nel 2010)
- Petersburg (3 030 nel 2011)
- Seward (2 830 nel 2000)
- Dillingham (2 329 nel 2010)
- Prudhoe Bay (2 174 nel 2010)
- Haines (1 811 nel 2000)

### Problemi
Tra i problemi della popolazione dell'Alaska bisogna ricordare l'alcolismo, causato soprattutto dall'isolamento di alcune comunità, dai lunghi periodi di buio invernale, dalle difficoltà negli spostamenti. In alcune zone l'alcol è addirittura vietato. L'alcolismo genera altri problemi come l'alto numero di suicidi, le violenze domestiche e la sindrome alcolica fetale nei bambini dovuta all'abuso di alcol da parte di donne in gravidanza, che genera nei bambini disfunzione in alcuni organi, basso peso alla nascita, ritardo nello sviluppo, e in alcuni casi epilessia.
La condizione di essere "terra di frontiera", con limitate regole etiche e fortissimi interessi economici in ballo e, per i critici, anche con scarsi controlli, ha portato come conseguenza a diversi fenomeni di "disinvoltura economico-politica" nel paese, con casi di corruzione, sperpero, e finanziamenti ritenuti clientelari (buona parte del territorio sconfinato è di diretta competenza statale, ed è stato ampiamente e interessatamente concesso a grandi società private). È emblematica la figura del senatore Theodore Stevens (Zio Ted) coinvolto per decenni in tali generose concessioni; il ripetersi di tali fenomeni ha prodotto la definizione per l'Alaska, da parte degli altri Stati dell'Unione, di luogo della corruzione, e dello sperpero dei beni di proprietà comune. Nonostante la politica attuale dell'Alaska cerchi di limitare questi fenomeni, la consuetudine degli altri Stati dell'Unione di citare l'Alaska come luogo di eventi di questo tipo è ancora molto presente.
L'Alaska è l'unico Stato degli Stati Uniti, fatta eccezione per il Colorado, in cui è consentito il possesso per uso personale di circa 30 grammi di marijuana.

## Economia e lavoro
Nel 2007 il prodotto interno lordo dell'Alaska è stato di 44 miliardi di $, che lo pone al 45º posto fra i 50 Stati. Il reddito pro capite per l'anno 2007 è stato di 40042 $ (15º negli Stati Uniti).
L'economia dell'Alaska ha come pilastri la pesca e l'estrazione di petrolio e gas naturale. Se un tempo la prima era predominante (salmoni, aringhe, merluzzi) ora è la seconda a essere la principale fonte di ricchezza dello Stato.
La pesca occupa un importante ruolo nell'economia dell'Alaska, e fornisce un ampio surplus destinato all'esportazione.
In campo agricolo, a causa delle difficili condizioni climatiche, si coltivano prodotti piuttosto resistenti (patate, orzo e avena) e l'allevamento è penalizzato dal fatto che i pascoli sono inutilizzabili per quasi otto mesi all'anno. Per questi motivi la produzione di latte e latticini, bestiame, verdure e vivai è appena sufficiente per il fabbisogno interno, perciò gran parte dei generi alimentari sono importati da regioni del mondo più adatte all'agricoltura. Più fiorenti sono gli allevamenti di animali da pelliccia e renne.
Le foreste forniscono ottimo legname destinato alla costruzione di mobili e all’edilizia, come abeti, cedri, betulle.
Anche le attività industriali sono ridotte e si limitano alla lavorazione del pesce, del legname e alla raffinazione del petrolio, perciò anche i prodotti non alimentari sono in gran parte importati. I costi delle importazioni sono molto elevati a causa delle spese di trasporto e questo contribuisce a tenere alto il costo della vita nonostante i sussidi governativi per gli abitanti dello Stato.
Il sottosuolo è sfruttato in maniera massiccia grazie ai giacimenti e gran parte degli abitanti lavora per il governo o nel campo dell'estrazione e del trasporto delle risorse naturali: petrolio greggio, gas naturale, carbone, oro, metalli preziosi, zinco e altri minerali, legname e prodotti in legno. Un altro settore di impiego è in ambito militare a causa delle molte basi militari presenti nello Stato.
Le entrate ingenti derivanti dal petrolio servono in parte ad alimentare l'Alaska Permanent Fund.
Il settore turistico è poco sviluppato ma in crescita per via della spettacolarità dei paesaggi naturali e per possibilità di effettuare escursioni anche grazie all'ausilio degli spostamenti in treno effettuati dalla Alaska Railroad e alle numerose crociere che fanno tappa nei maggiori porti. Apprezzate dai turisti sono poi le escursioni fatte sulle slitte trainate dai cani, molto usate in passato soprattutto durante l'epoca della corsa all'oro. Di questo mezzo di trasporto esistono importanti gare: molto popolare è quella che si svolge a marzo per 1 850 km tra Anchorage e Nome, la Iditarod Trail Sled Dog Race per ricordare l'impresa compiuta nel 1925 quando delle slitte riuscirono a raggiungere il piccolo villaggio di Nome per portare le medicine per combattere un'epidemia.
In Alaska le comunicazioni sono assicurate in diverse maniere. La rete stradale non è molto sviluppata a causa della scarsità della popolazione, delle grandi distanze e della natura del suolo, per gran parte dell'anno ricoperto da ghiaccio o neve o formato da permafrost. Le strade sono presenti soprattutto nella parte meridionale dello Stato, la ferrovia dell'Alaska unisce le città principali e lo stato al Canada. La capitale dello Stato non è collegata da strade e si può raggiungere solo tramite aerei o navi.
Sulla costa del Pacifico, molte località usufruiscono di un servizio navale per merci e passeggeri. Ancor più diffuso è il trasporto aereo, molte sono le linee aree locali e molto utilizzati sono gli idrovolanti che atterrano sui numerosi laghi.

## Galleria d'immagini

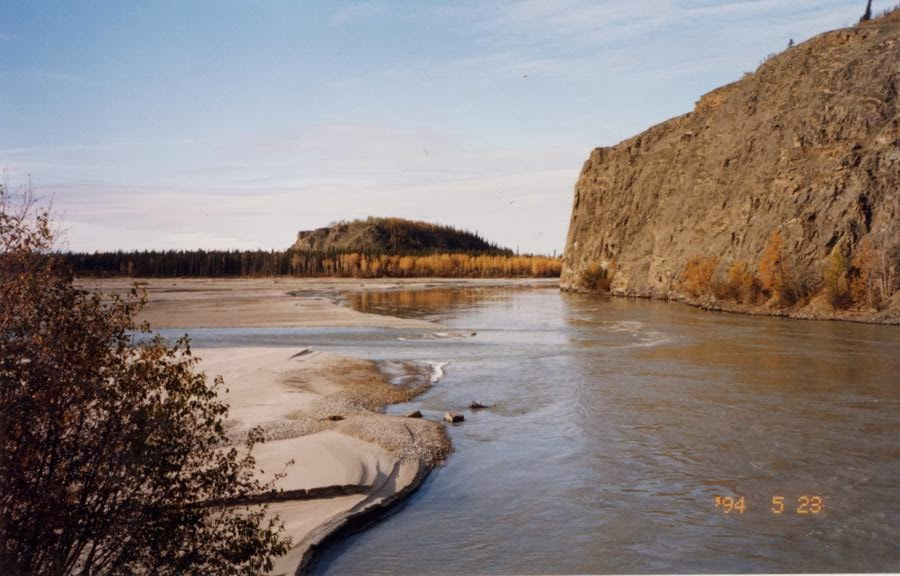
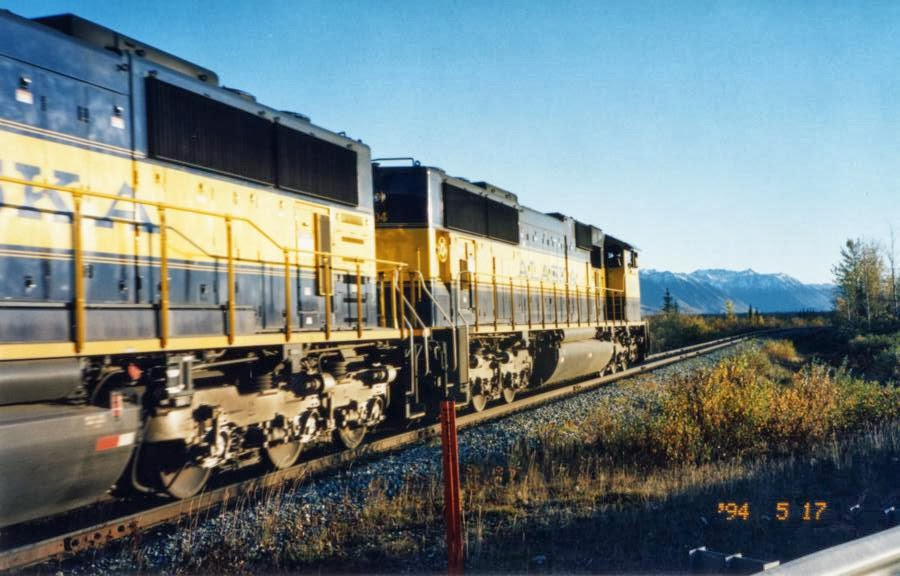
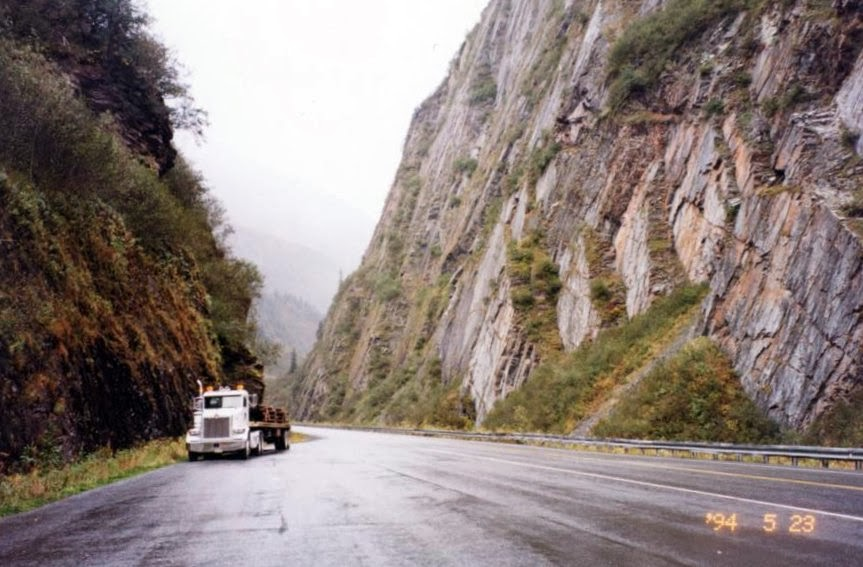
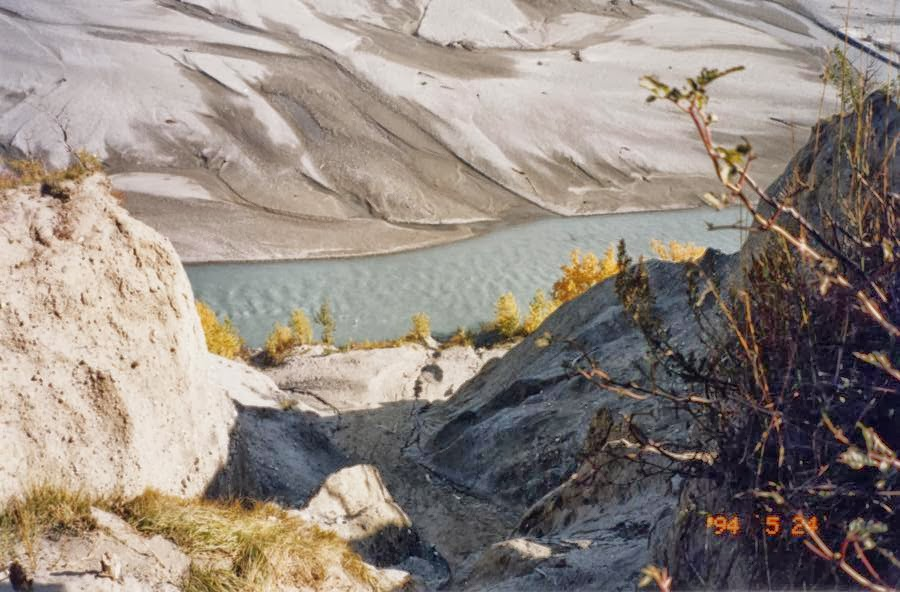
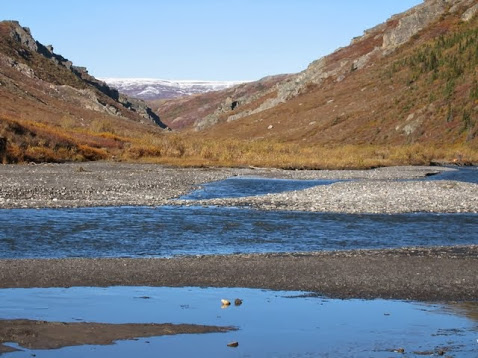
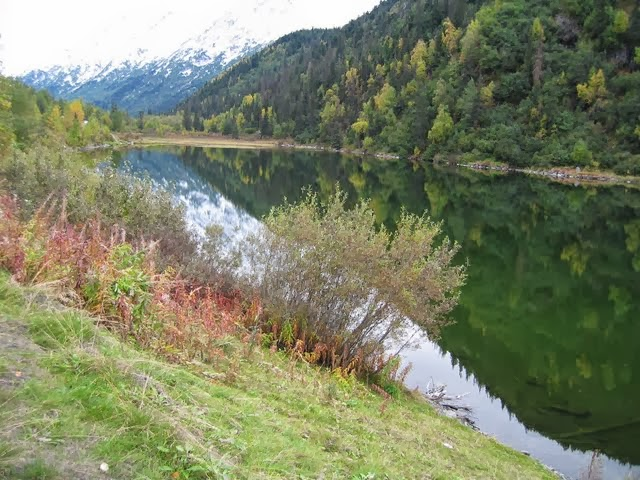
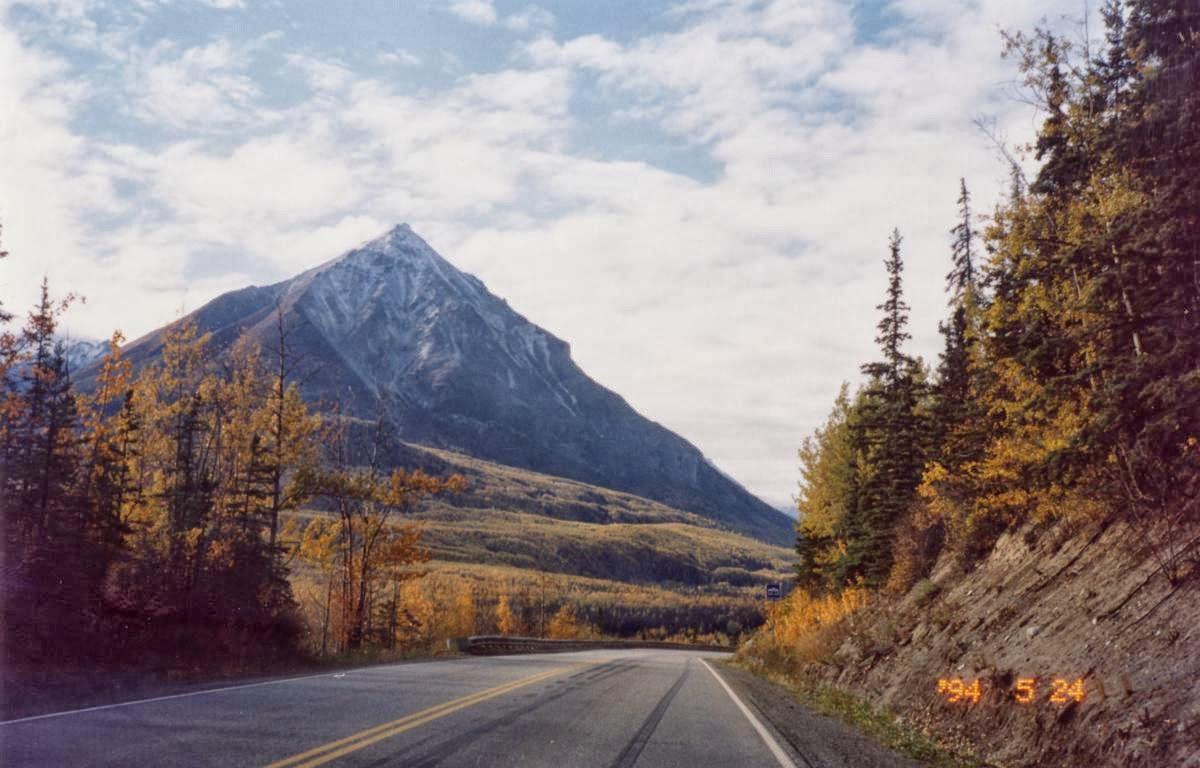
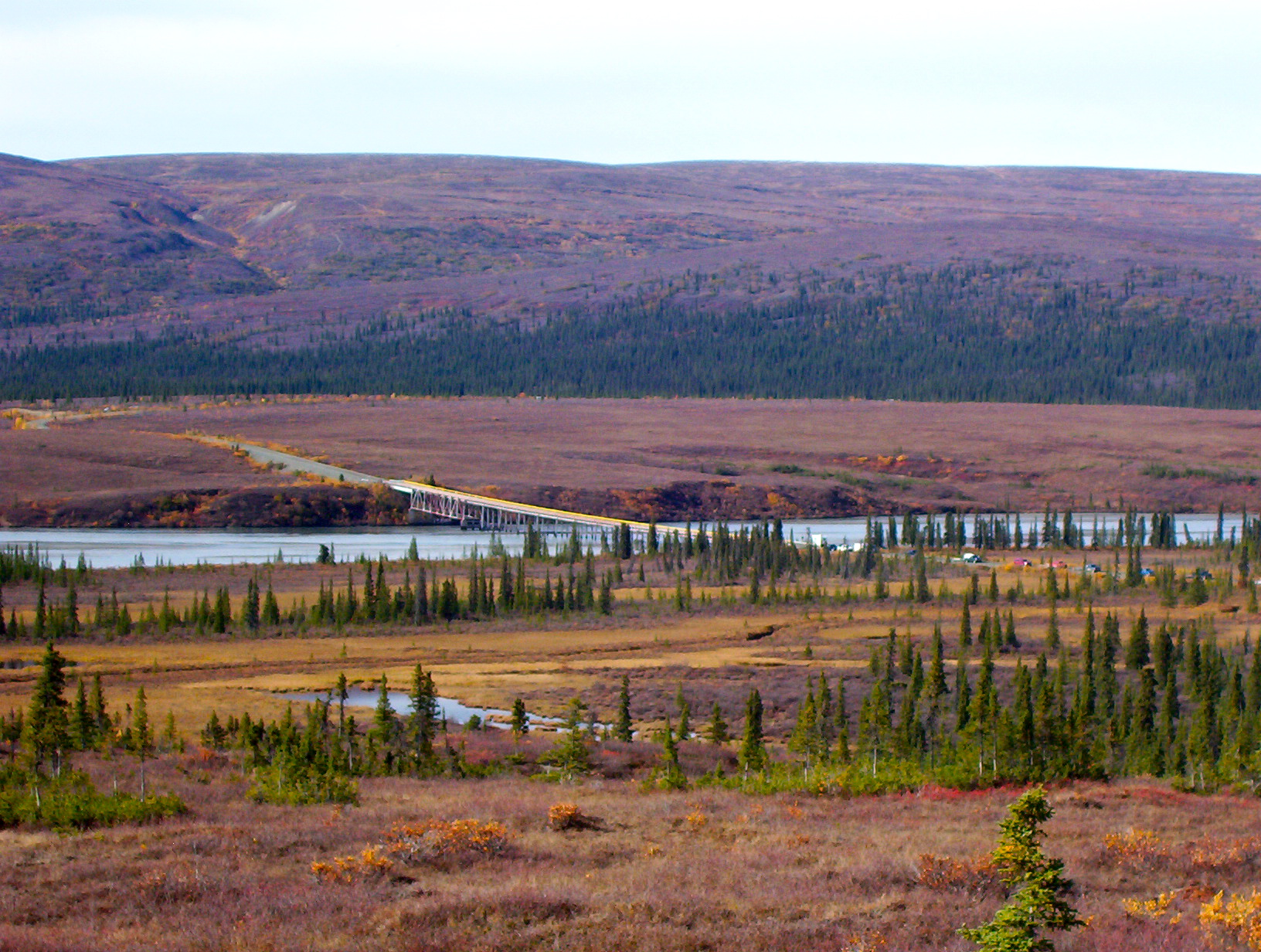
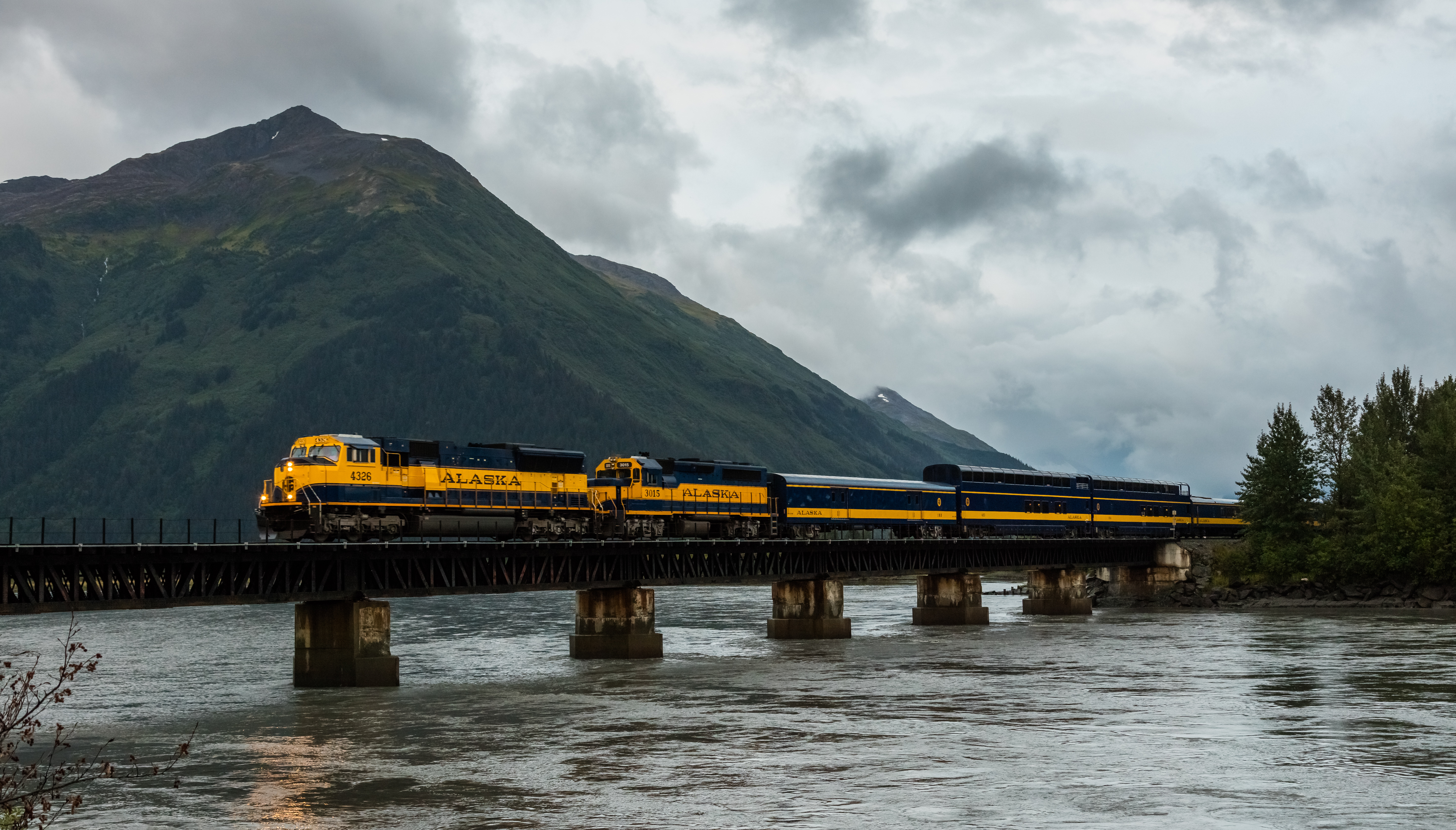
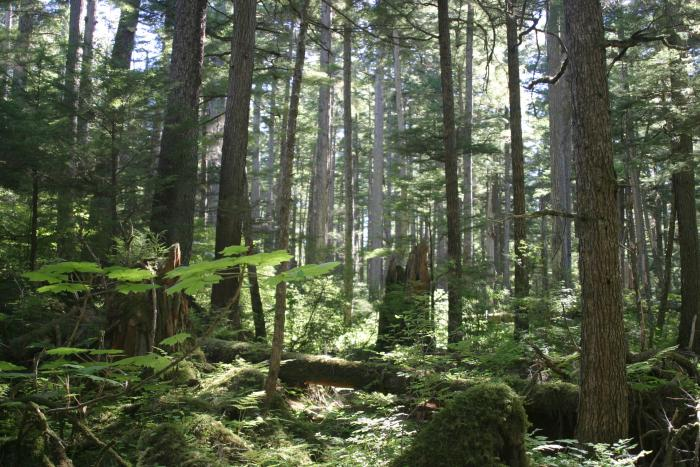
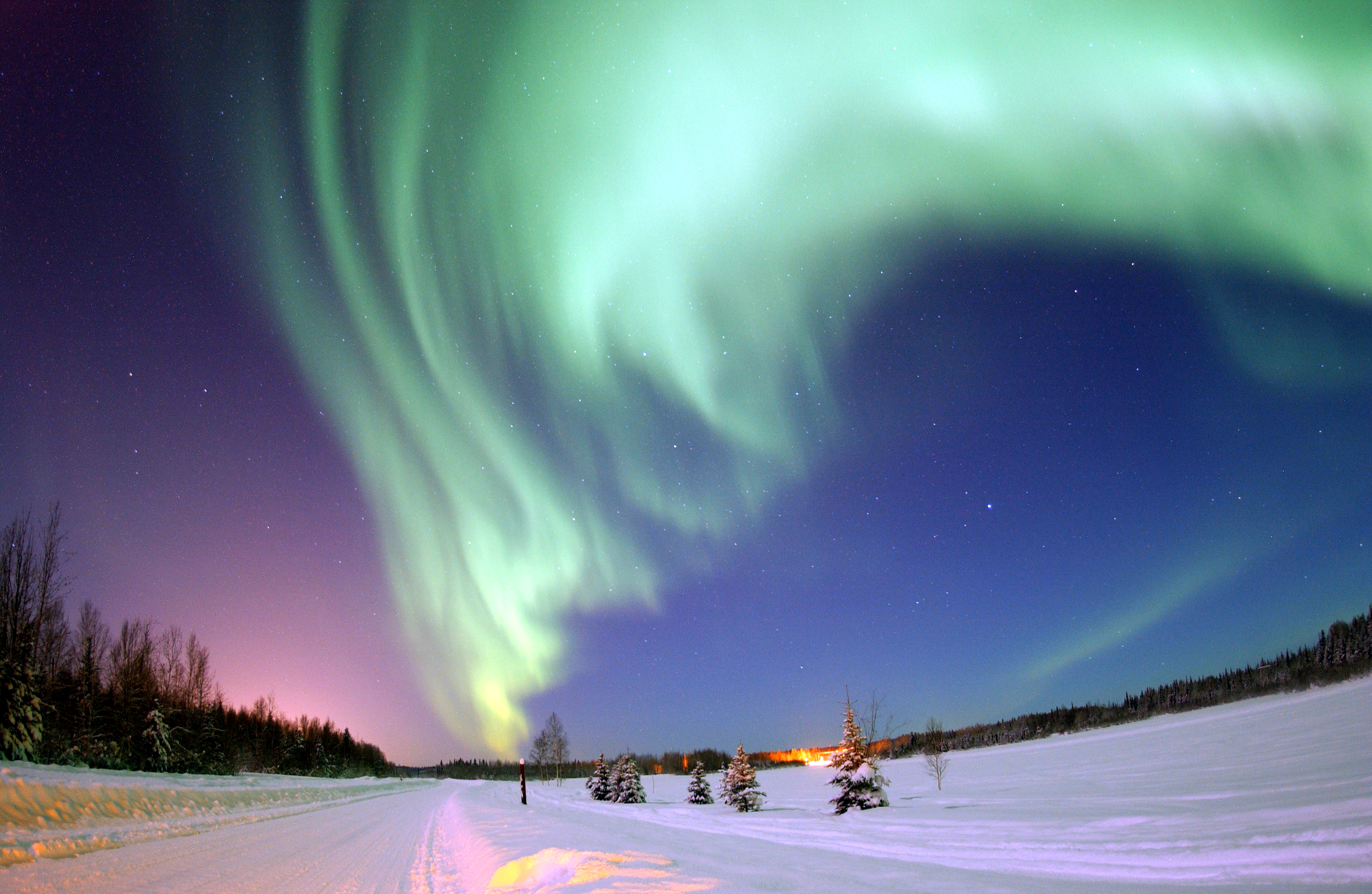
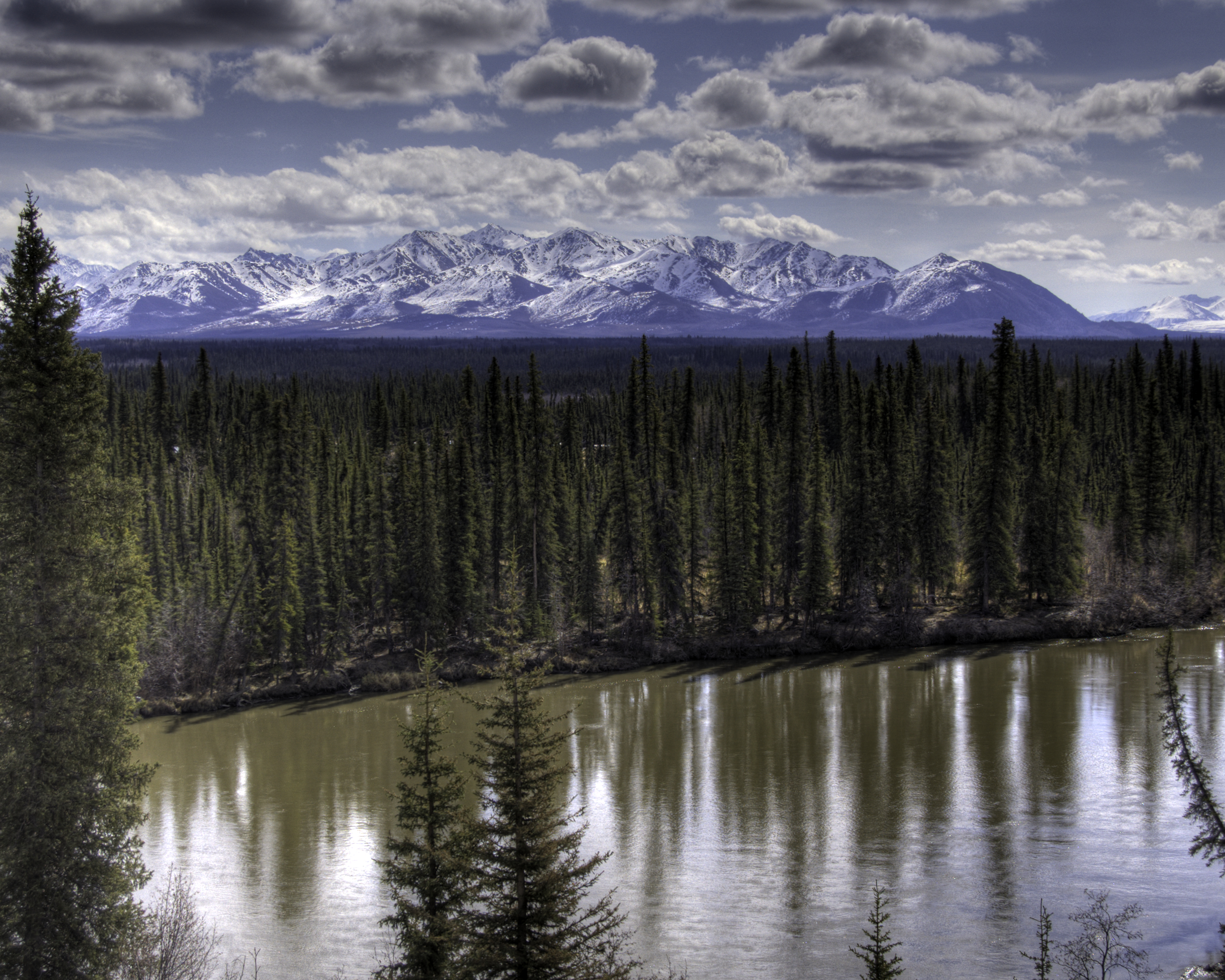
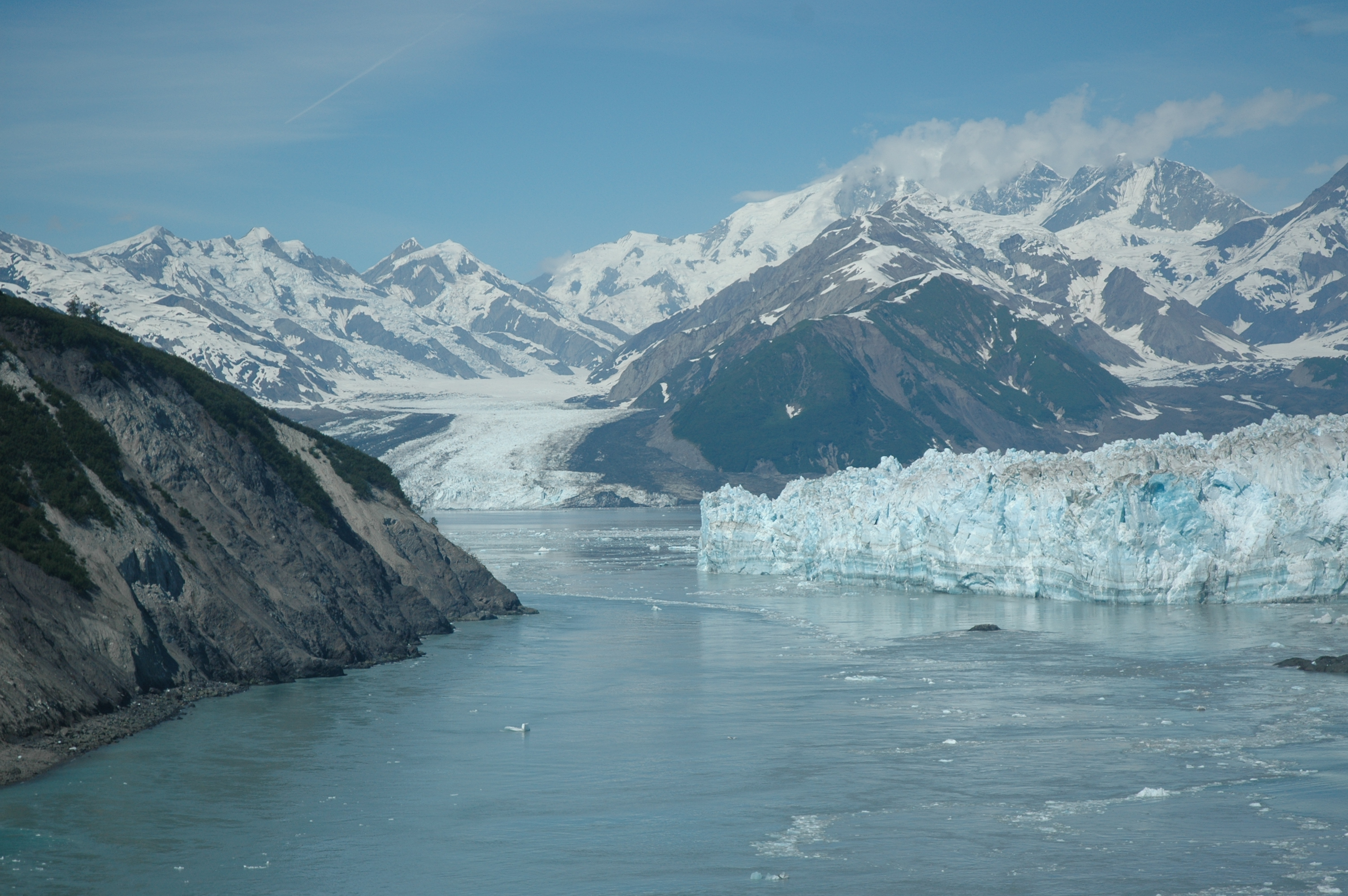